# Tzek

Glifo que simboliza a la veintena del tzek

El tzek, tzec, sek o sec es la quinta veintena del sistema calendárico del haab y simboliza a la muerte y a la tierra. Durante este período se celebraba la fiesta de los apicultores y el dios patrono de esta veintena eran los dioses de la tierra y el cielo. Para los mayas los nacidos en este período «cuentan con una fuerte conexión con la tierra y el cielo» y, debido a esto, generalmente sienten interés por los temas astronómicos y la astrología.